# Tratado de Methuen
El Tratado de Methuen fue un acuerdo comercial firmado en Lisboa el 27 de diciembre de 1703 entre Portugal e Inglaterra. Con solo tres artículos, es el texto más breve de toda la historia diplomática europea, como señala Veríssimo Serrão en «História de Portugal», volume V.
Tras la firma del tratado de Lisboa de mayo de 1703 según el cual Portugal se aliaba militarmente con la Gran Alianza formada por Gran Bretaña, las Provincias Unidas y el Sacro Imperio Romano Germánico para enfrentarse a España y Francia en la guerra de sucesión española, ambos países extendieron sus acuerdos al terreno comercial. Al frente de las negociaciones de este tratado estuvieron el embajador extraordinario inglés John Methuen y D. Manuel Teles da Silva, marqués de Alegrete, por la parte portuguesa.
Se le conoce también como Tratado de los Paños y los Vinos ya que en él se establecía que los portugueses comprarían paños y productos textiles (solo de lana) a Gran Bretaña y, como contrapartida, los británicos concederían trato de favor (exenciones tributarias, menos aranceles portuarios...) a los vinos procedentes de Portugal, que así quedaban mejor posicionados en el mercado inglés que los originarios de otros países europeos. Dicho tratado terminó resultando una traba para las pretensiones británicas en torno a la Revolución Industrial y sus intenciones de colocar en el mercado portugués y, principalmente, en su colonia americana, la producción textil de algodón. Para entonces, Portugal asumió una posición de defensa más férrea del mismo, el cual en su momento había sido utilizado en provecho de la dominante posición británica (y contrario a la intención de las Reformas de Pombal de cambiar el lugar de intermediario de Portugal en el comercio ultramarino), siempre justificada por la dependencia portuguesa tanto militar como de las manufacturas británicas.